# Ceraphron thomsoni
Ceraphron thomsoni är en stekelart som beskrevs av Dalla Torre 1890. Ceraphron thomsoni ingår i släktet Ceraphron och familjen pysslingsteklar. Arten är reproducerande i Sverige. Inga underarter finns listade i Catalogue of Life.